# 日本タタ・コンサルタンシー・サービシズ
日本タタ・コンサルタンシー・サービシズ株式会社 は、東京都港区麻布台に本社を置くITサービス、コンサルティング、およびビジネスソリューション企業。インドの世界有数のコングロマリットタタ・グループ中核企業であるタタ・コンサルタンシー・サービシズ（Tata Consultancy Services:TCS）と三菱商事による合弁会社であり、三菱グループでは三菱広報委員会に属する。
TCSは世界46カ国150カ所でおよそ60万人超の社員を擁しており、ブランド格付会社Brand Finance（英国）発行のITサービス業界2024のブランド価値ランキングにおいてはアクセンチュアに並び2位を記録している。

## 概要
世界有数のコングロマリットであるタタ・グループの日本法人。
タタは、1868年に創業し、10 業種、主要企業 30 社で構成され、従業員数は90万人超、世界 100 カ国以上で幅広い事業を展開している。2021年度のグループ売上高は約16.3兆円（1ルピー=1.7円）。
タタの中核事業は自動車、製鉄、ITであり、タタ・モーターズ（自動車）（2021年度売上高約4.6兆円）タタ・スチール（製鉄）（同約4.3兆円）、タタ・コンサルタンシー・サービシズ（TCS）（同約3.2兆円）が、それぞれの事業を主導している。紅茶メーカーのテトリーやジャガー・ランドローバーといった有名ブランドもグループの傘下にある。
タタ・コンサルタンシー・サービシズ（TCS）は、1968年にタタ・グループの IT サービス企業として設立され、50 年以上の歴史を持つ 。欧米での売上高が圧倒的に多く、近年、時価総額および利益面でトップを走るタタ・グループ最大のグループ企業となっている。タタ・グループの統括会社タタ・サンズのNatarajan Chandrasekaran会長は、タタ・コンサルタンシー・サービシズ（TCS）出身。
2004年日本法人設立。2014年7月、タタ コンサルタンシー サービシズ ジャパン 株式会社、株式会社 日本 TCS ソリューションセンター、株式会社 アイ・ティ・フロンティアを統合し、日本タタ・コンサルタンシー・サービシズ株式会社が発足し、事業を拡大させている。 
2015年日本顧客専用のデリバリーセンターであるJapan-centric Delivery Center (JDC) をインドに開設し、デリバリー体制を強化。2018年TCS Pace Port™ Tokyo、2021年PRISM Tokyo、2021年ニアショアセンター＠東京、2022年Digital Continuity Experience Center (DCEC) を相次いで開設している。

## 事業所
- 本社 - 東京都港区麻布台一丁目3番1号 麻布台ヒルズ森JPタワー10階
- 六本木オフィス - 東京都港区六本木三丁目1番1号 六本木ティーキューブ7階
- 晴海オフィス＆トレーニングセンター - 東京都中央区晴海一丁目8番10号 晴海アイランドトリトンスクエアオフィスタワーX9階
- 中部支店 - 愛知県名古屋市中村区名駅一丁目1番4号 JRセントラルタワーズ33階
- 西日本支社 - 大阪府大阪市北区堂島一丁目6番20号 堂島アバンザ14階

## 歴史
- 2001年4月 - 株式会社アイ・ティ・フロンティアは、三菱事務機械株式会社（1964年設立）、株式会社エイ・エス・ティ（1983年設立）、株式会社アイティコマース（1986年設立）、株式会社エム・シー・テクノサーブ（1994年）、株式会社シリウス（1996年設立）の三菱商事グループのシステム関連企業5社を統合し発足。出資比率は三菱商事と日本アイ・ビー・エムの4対1であった。
- 2009年4月 - 三菱商事の100%子会社化[注釈 1]。
- 2011年12月 - 本社を東京都中央区晴海から東京都港区芝公園へ移転。
- 2014年7月 - インド財閥・タタグループのITサービス企業（タタコンサルタンシーサービシズ）の旧日本法人と合併、日本タタ・コンサルタンシー・サービシズ株式会社となる。
- 2023年10月 - 本社を東京都港区芝公園から東京都港区麻布台へ移転、六本木オフィスを開設。